# تیری فروگر
تیری فروگر (انگلیسی: Thierry Froger؛ زادهٔ ۲۱ مارس ۱۹۶۳) بازیکن فوتبال اهل فرانسه است.
از باشگاه‌هایی که در آن بازی کرده‌است می‌توان به باشگاه فوتبال لیل و باشگاه فوتبال لو مان اشاره کرد.